# اگو، ساحل عاج
اگو، ساحل عاج (به لاتین: Agou, Ivory Coast) یک منطقه ی مسکونی در ساحل عاج است که در Agnéby واقع شده‌است.